# Årets kock (Sverige)
Tävlingen Årets Kock är det officiella svenska mästerskapet i professionell matlagning och har arrangerats varje år sedan 1983. Vinnaren blir svensk mästare, erövrar titeln Årets kock, får Gastronomiska akademiens Mejerimedalj, 250 000 kronor (2023) och en inspirationsresa till ett gastronomiskt intressant land. 
Finalen av Årets Kock 2016 hölls den 11 februari 2016 i Annexet, Stockholm, och hade cirka 4 000 besökare. Med anledning av Coronapandemin så genomfördes hösten 2020 ingen öppen final. Finalen direktsänds istället i TV4 Play.
Tore Wretman grundade tävlingen 1983 tillsammans med Gastronomiska Akademien och mejeriföretagens branschorganisation Svensk Mjölk och målet var att öka intresset för gastronomi, lyfta kockyrkets status och även det skandinaviska kökets renommé.

## Vinnare
- 1983 – Mats Ödman
- 1984 – Torsten Kjörling
- 1985 – Christer Lingström
- 1986 – Gert Klötzke
- 1987 – Fredrik Eriksson
- 1988 – Kristina Pettersson
- 1990 – Roland Persson
- 1991 – Rikard Nilsson
- 1992 – Per Ekberg
- 1993 – Anders Dahlbom
- 1994 – Patric Blomqvist
- 1995 – Stefan Karlsson
- 1996 – Jonas Dahlbom
- 1998 – Robert Nilsson
- 1999 – Karl Ljung
- 2000 – Michael Björklund
- 2001 – Christian Hellberg
- 2002 – Andreas Hedlund
- 2003 – Magnus Lindström
- 2004 – Markus Aujalay
- 2005 – Stefan Eriksson
- 2006 – Peter J Skogström
- 2007 – Tommy Myllymäki
- 2008 – Tom Sjöstedt
- 2009 – Viktor Westerlind
- 2010 – Gustav Trägårdh
- 2011 – Tomas Diederichsen
- 2012 – Klas Lindberg
- 2013 – Daniel Räms
- 2014 – Filip Fastén
- 2015 – Thomas Sjögren
- 2016 – Jimmi Eriksson
- 2017 – Johan Backéus
- 2018 – David Lundqvist[5]
- 2019 – Martin Moses[6]
- 2020 – Ludwig Tjörnemo
- 2021 – Gustav Leonhardt
- 2022 – Jessie Sommarström[7]
- 2023 – Desirée Jaks[8]
- 2024 – Michael Andersson[9]